# Masatoshi Shima
Masatoshi Shima (嶋 正 利 Shima Masatoshi, nascut el 22 d'agost 1943) és un enginyer electrònic japonès, que va ser un dels dissenyadors del primer microprocessador del món, el Intel 4004, al costat de Federico Faggin, Ted Hoff i Stanley Mazor.